# タイガーエア台湾

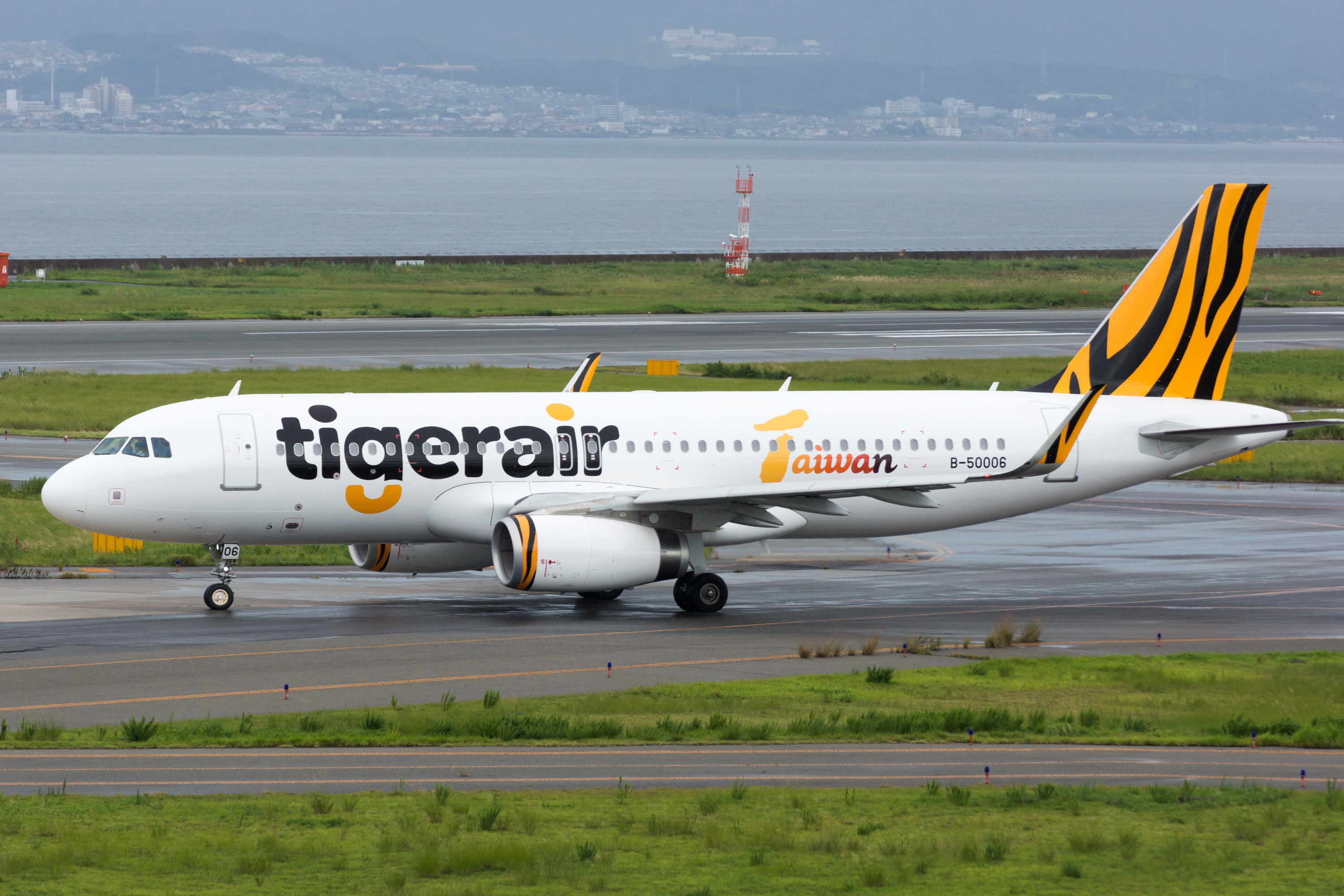
エアバスA320-200型機。機体には、台湾の地図と「Tiger」の頭文字「T」を掛け合わせたデザインが施されている。

タイガーエア台湾 （タイガーエアたいわん、中: 臺灣虎航、英: Tigerair Taiwan） は、台湾のチャイナエアライン傘下の格安航空会社（LCC）である。

## 歴史
- 2013年10月、チャイナエアラインの孫興祥会長が、台湾にLCCを設立するために国外LCCと協議中であると発表した。
- 2013年12月16日、シンガポール航空傘下のタイガーエアウェイズ・ホールディングスとチャイナエアラインによる合弁で設立[1][1][2]。当初の株保有割合は、チャイナエアラインが80%、マンダリン航空が10%、タイガーエアウェイズホールディングスが10%となっていた。
- 2014年9月26日、シンガポールに就航した[3][4]。

- 2016年12月14日、チャイナエアラインがタイガーエアウェイズ・ホールディングスの所持していた10％株式を取得し、チャイナエアラインの子会社となった[5]。
- 2016年にトランスアジア航空とVエアが破綻した後、台湾で唯一のLCCとなった。
- 2020年3月、タイガーエア・オーストラリアが運航を停止し、タイガーエアのブランドを使用する唯一の航空会社となった。
- 2021年、かつての親会社であったタイガーエアウェイズ・ホールディングスから、タイガーエアの商標権を購入した。これにより、タイガーエアの商標を継続使用している。

## 就航地
| 国・地域 | 就航地       | 空港               | 備考 |
| -------- | ------------ | ------------------ | ---- |
| 台湾     | 台北         | 台湾桃園国際空港   |      |
| 台湾     | 高雄         | 高雄国際空港       |      |
| 台湾     | 台中         | 台中国際空港       |      |
| 日本     | 東京         | 成田国際空港       |      |
| 日本     | 東京         | 東京国際空港       |      |
| 日本     | 大阪         | 関西国際空港       |      |
| 日本     | 名古屋       | 中部国際空港       |      |
| 日本     | 札幌         | 新千歳空港         |      |
| 日本     | 函館         | 函館空港           |      |
| 日本     | 旭川         | 旭川空港           |      |
| 日本     | 花巻         | 花巻空港           |      |
| 日本     | 仙台         | 仙台空港           |      |
| 日本     | 秋田         | 秋田空港           |      |
| 日本     | 福島         | 福島空港           |      |
| 日本     | 茨城         | 茨城空港           |      |
| 日本     | 小松         | 小松空港           |      |
| 日本     | 新潟         | 新潟空港           |      |
| 日本     | 米子         | 米子空港           |      |
| 日本     | 岡山         | 岡山空港           |      |
| 日本     | 高知         | 高知空港           |      |
| 日本     | 福岡         | 福岡空港           |      |
| 日本     | 大分         | 大分空港           |      |
| 日本     | 佐賀         | 佐賀空港           |      |
| 日本     | 宮崎         | 宮崎空港           |      |
| 日本     | 沖縄         | 那覇空港           |      |
| 日本     | 石垣         | 石垣空港           |      |
| 韓国     | ソウル       | 仁川国際空港       |      |
| 韓国     | 釜山         | 金海国際空港       |      |
| 韓国     | 済州         | 済州国際空港       |      |
| マカオ   | マカオ       | マカオ国際空港     |      |
| ベトナム | ダナン       | ダナン国際空港     |      |
| ベトナム | フーコック島 | フーコック国際空港 |      |
| タイ     | プーケット島 | プーケット国際空港 |      |

2025年1月現在
特に日本路線に注力する傾向があり、台北からの就航路線で日本路線の比率は8割程度で、日本路線は23空港に34路線を運航している。これは海外の航空会社では最多の値となっている。

## 日本との関係

### 日本への運航路線
| 便名      | 路線      | 路線        | 機材                             | 備考 |
| --------- | --------- | ----------- | -------------------------------- | ---- |
| IT200/201 | 台北/桃園 | 東京/成田   | エアバスA320-200 エアバスA320neo |      |
| IT202/203 | 台北/桃園 | 東京/成田   | エアバスA320-200 エアバスA320neo |      |
| IT700/701 | 台北/桃園 | 東京/成田   | エアバスA320-200 エアバスA320neo |      |
| IT216/217 | 台北/桃園 | 東京/羽田   | エアバスA320-200 エアバスA320neo |      |
| IT210/211 | 台北/桃園 | 大阪/関西   | エアバスA320-200 エアバスA320neo |      |
| IT212/213 | 台北/桃園 | 大阪/関西   | エアバスA320-200 エアバスA320neo |      |
| IT240/241 | 台北/桃園 | 福岡        | エアバスA320-200 エアバスA320neo |      |
| IT720/721 | 台北/桃園 | 福岡        | エアバスA320-200 エアバスA320neo |      |
| IT234/235 | 台北/桃園 | 札幌/新千歳 | エアバスA320-200 エアバスA320neo |      |
| IT236/237 | 台北/桃園 | 函館        | エアバスA320-200 エアバスA320neo |      |
| IT238/239 | 台北/桃園 | 旭川        | エアバスA320-200 エアバスA320neo |      |
| IT258/259 | 台北/桃園 | 花巻        | エアバスA320-200 エアバスA320neo |      |
| IT254/255 | 台北/桃園 | 仙台        | エアバスA320-200 エアバスA320neo |      |
| IT256/257 | 台北/桃園 | 秋田        | エアバスA320-200 エアバスA320neo |      |
| IT752/753 | 台北/桃園 | 福島        | エアバスA320-200 エアバスA320neo |      |
| IT218/219 | 台北/桃園 | 茨城        | エアバスA320-200 エアバスA320neo |      |
| IT252/253 | 台北/桃園 | 小松        | エアバスA320-200 エアバスA320neo |      |
| IT228/229 | 台北/桃園 | 新潟        | エアバスA320-200 エアバスA320neo |      |
| IT206/207 | 台北/桃園 | 名古屋/中部 | エアバスA320-200 エアバスA320neo |      |
| IT724/725 | 台北/桃園 | 米子        | エアバスA320-200 エアバスA320neo |      |
| IT714/715 | 台北/桃園 | 岡山        | エアバスA320-200 エアバスA320neo |      |
| IT214/215 | 台北/桃園 | 岡山        | エアバスA320-200 エアバスA320neo |      |
| IT250/251 | 台北/桃園 | 高知        | エアバスA320-200 エアバスA320neo |      |
| IT750/751 | 台北/桃園 | 大分        | エアバスA320-200 エアバスA320neo |      |
| IT246/247 | 台北/桃園 | 佐賀        | エアバスA320-200 エアバスA320neo |      |
| IT742/743 | 台北/桃園 | 宮崎        | エアバスA320-200 エアバスA320neo |      |
| IT230/231 | 台北/桃園 | 那覇        | エアバスA320-200 エアバスA320neo |      |
| IT232/233 | 台北/桃園 | 那覇        | エアバスA320-200 エアバスA320neo |      |
| IT736/737 | 台北/桃園 | 石垣        | エアバスA320-200 エアバスA320neo |      |
| IT280/281 | 高雄      | 東京/成田   | エアバスA320-200 エアバスA320neo |      |
| IT284/285 | 高雄      | 大阪/関西   | エアバスA320-200 エアバスA320neo |      |
| IT260/261 | 高雄      | 札幌/新千歳 | エアバスA320-200 エアバスA320neo |      |
| IT772/773 | 高雄      | 仙台        | エアバスA320-200 エアバスA320neo |      |
| IT268/269 | 高雄      | 名古屋/中部 | エアバスA320-200 エアバスA320neo |      |
| IT262/263 | 高雄      | 岡山        | エアバスA320-200 エアバスA320neo |      |
| IT270/271 | 高雄      | 福岡        | エアバスA320-200 エアバスA320neo |      |
| IT274/275 | 高雄      | 福岡        | エアバスA320-200 エアバスA320neo |      |
| IT288/289 | 高雄      | 那覇        | エアバスA320-200 エアバスA320neo |      |
| IT778/779 | 台中      | 名古屋/中部 | エアバスA320-200 エアバスA320neo |      |

### 日本路線の歴史
現在、台北桃園国際空港から日本の23空港に就航している。さらに、札幌/新千歳、仙台、成田、中部、関西、岡山、福岡、那覇空港には高雄線も就航している。台中線は中部国際空港にのみ就航している。
- 2015年4月2日、台北-成田線に就航。台湾のLCCとしては日本初就航。
- 2015年6月29日、台北-那覇線に就航。
- 2015年7月3日、台北-関西線、高雄-関西線に就航。
- 2015年9月1日、高雄-成田線に就航[7]。
- 2015年12月19日、台北-東京/羽田線に就航。
- 2016年1月28日、台北-福岡線に就航。
- 2016年1月29日、台北-中部線に就航。
- 2016年6月29日、台北-仙台線に就航。
- 2016年7月14日、台北-岡山線に就航。
- 2016年8月12日、台北-函館線に就航。
- 2017年3月4日、高雄-那覇線に就航[8]。
- 2017年3月26日、台北-羽田線を毎日運航に増便[9]。
- 2018年1月18日、台北-小松線に就航。
- 2018年7月1日、高雄-中部線で定期チャーター便が就航[10]。
- 2024年7月1日、台中-中部線に就航[11]。

- 2024年7月2日、台中-成田線に就航。
- 2024年10月29日、高雄-岡山線に定期チャーター便として就航。
- 2025年1月21日、高雄-札幌/新千歳線に就航[12]。

- 2025年4月2日、台北-大分線に定期チャーター便として就航。
- 2025年5月29日、台北-米子線に就航[13]。
- 2025年7月4日、高雄-中部線に就航[14]。
- 2025年7月16日、高雄-仙台線に就航[15]。
- 2025年7月17日、台北-石垣線に就航する[16]。

- 2025年後半に神戸空港と帯広空港への乗り入れも検討している。[17]

## 保有機材
2023年11月現在、タイガーエア台湾の機材は以下の通りである。
| 機材             | 運用機数 | 発注機数 | 座席数 | 備考                 |
| ---------------- | -------- | -------- | ------ | -------------------- |
| エアバスA320-200 | 10       | -        | 180    |                      |
| エアバスA320neo  | 5        | 10       | 180    | 2021年以降順次導入中 |
| 計               | 15       | 10       |        |                      |

## サービス
有料で販売される機内食には、魯肉飯、排骨飯、ビーフンなど、台湾で人気のあるメニューとしている。